# Microstomatichthyoborus bashforddeani
Microstomatichthyoborus bashforddeani är en fiskart som beskrevs av Nichols och Griscom, 1917. Microstomatichthyoborus bashforddeani ingår i släktet Microstomatichthyoborus och familjen Distichodontidae. IUCN kategoriserar arten globalt som livskraftig. Inga underarter finns listade i Catalogue of Life.